# Marcos Alonso Mendoza
Marcos Alonso Mendoza (Madrid, 28 dicembre 1990) è un calciatore spagnolo, difensore o centrocampista del Celta Vigo.

## Biografia
È figlio dell'ex calciatore Marcos Alonso Peña e nipote di Marquitos.
Il 3 maggio 2011 ha provocato un incidente d'auto a Madrid, in seguito al quale gli è stato riscontrato un tasso alcolico nel sangue pari a 0.93 mg/l: il giocatore ventenne ha perso il controllo dell'auto finendo contro un muro, ed ha riportato ferite lievi, mentre tre passeggeri a bordo del mezzo sono rimasti feriti gravemente ed un quarto, una ragazza, è deceduta per via del violento impatto contro il finestrino posteriore. Il processo si è concluso nel 2016, quando la condanna iniziale a 21 mesi è stata sostituita da una sanzione di 61.000 euro e la sospensione della patente per 3 anni e 4 mesi.

## Caratteristiche tecniche
È un terzino sinistro di piede mancino, dotato di un grande fisico e con il vizio del gol, possiede una buona abilità soprattutto nei calci piazzati. Può giocare sia come esterno basso di una difesa a quattro sia come centrocampista sinistro in una mediana a cinque. A partire dalla stagione 2014 è stato provato anche come centrale sinistro di una difesa a 3.

## Carriera

### Club

#### Real Madrid e Bolton

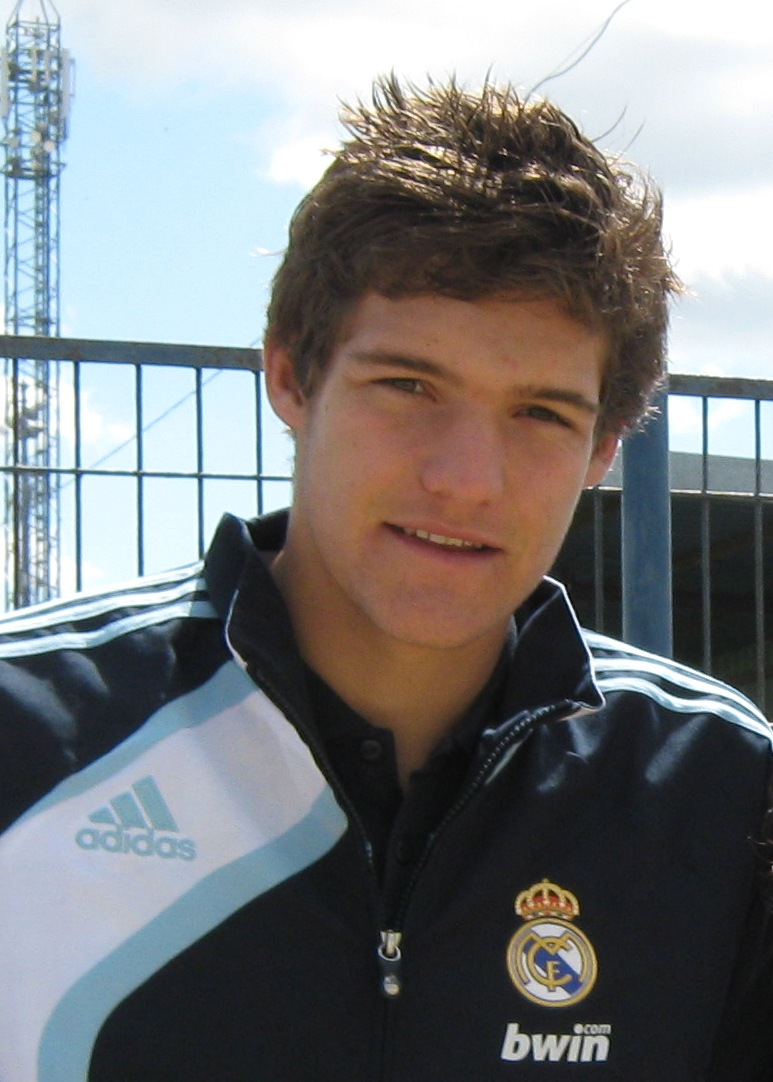
Alonso con il Real Madrid nel 2010

Inizia la carriera nella cantera del Real Madrid, esordendo in prima squadra nella 30ª giornata della Liga 2009-2010, in Racing Santander-Real Madrid (0-2).
Il 27 luglio 2010 si trasferisce al Bolton, squadra del campionato inglese, dove gioca per tre stagioni (le prime due in Premier League e la terza in Championship), in cui ha raccolto 35 presenze e 5 gol.

#### Fiorentina e prestito al Sunderland

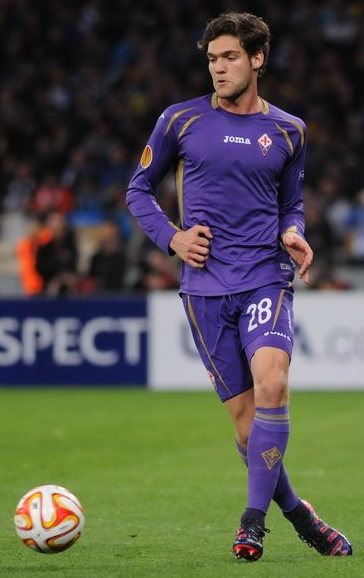
Alonso in azione con la maglia della Fiorentina nel 2015

Rimasto svincolato dal Bolton, il 31 maggio 2013 passa alla società italiana della Fiorentina, firmando un contratto fino al 30 giugno 2016. Esordisce in maglia viola il 22 agosto nella trasferta di Europa League contro il Grasshoppers. Il 26 agosto seguente fa il debutto in Serie A durante Fiorentina-Catania (2-1), subentrando a Manuel Pasqual al 76º. Gioca titolare in 5 delle sei gare della fase a gironi di Europa League, mentre nella massima serie colleziona solo altre due presenze nell'anno solare.
Nel mercato di gennaio, visto lo scarso utilizzo in Serie A si trasferisce in prestito al Sunderland in Premier League, dove rimane fino a fine stagione, collezionando ottime prestazioni che lo fanno crescere in vista della nuova esperienza fiorentina. Durante l'esperienza inglese disputa la finale di League Cup persa contro il Manchester City. Nonostante la volontà del club inglese di trattenerlo, fa ritorno a Firenze.
Al contrario della precedente stagione, il tecnico Vincenzo Montella punta molto su di lui facendolo scendere in campo in 17 delle 19 gare del girone d'andata della Serie A 2014-2015. Ad inizio 2015, complice qualche gara sottotono, comincia però a essere escluso dai titolari e nella seconda parte di stagione colleziona solo 5 presenze in campionato. Gioca invece tutte le gare internazionali dei viola, dai sedicesimi fino alle semifinali, segnando il primo gol con la maglia viola il 19 marzo 2015 proprio in una partita di Europa League: Roma-Fiorentina (0-3).
Il suo primo gol in Serie A lo segna alla penultima giornata del campionato, il 24 maggio 2015, contro il Palermo, dopo appena 10 minuti dal suo ingresso in campo.
Inizia la stagione di Serie A 2015-2016 nel migliore dei modi: il 23 agosto 2015 in occasione della prima giornata di campionato contro il Milan, sigla il gol del momentaneo 1-0 con una straordinaria punizione dai 25 metri. La partita terminerà 2-0 per i viola. Si ripete una settimana più tardi sul campo del Torino siglando anche in questo caso il gol del momentaneo 0-1, in una partita che termina 3-1 per i granata con alcune polemiche relative alla sua esultanza.

#### Chelsea
Il 31 agosto 2016 viene acquistato a titolo definitivo dal Chelsea per circa 26 milioni di euro, tornando in tal modo a giocare in Premier League. Al termine della stagione mette insieme 31 partite e 6 gol e soprattutto conquista la sua prima Premier League risultando uno dei migliori acquisti dei Blues.
Il 12 agosto 2017 inizia la sua seconda stagione a Londra scendendo in campo da titolare nel match casalingo con il Burnley e venendo ammonito dopo pochi minuti. Il 20 dello stesso mese realizza la sua prima doppietta con la casacca del Chelsea, di cui un gol su punizione, decidendo la sfida in casa contro il Tottenham a Wembley, battuto per 2-1.
Il 1º settembre 2022 risolve il contratto con la squadra.

#### Barcellona
Il 2 settembre seguente si accorda con il Barcellona per un contratto annuale con una clausola di rescissione da 50 milioni di euro. Nella sua prima stagione in blaugrana conquista la supercoppa nazionale ed il 14 maggio 2023 si laurea per la prima volta campione di Spagna, in seguito alla vittoria per 4-2 nel derby contro l'Espanyol.
La stagione seguente gioca solo 8 partite e il 30 giugno 2024 rimane svincolato dopo aver messo insieme in tutto 45 presenze e 3 gol.

#### Celta de Vigo
Il 28 agosto 2024 diventa ufficiale il suo trasferimento al Celta Vigo.

### Nazionale
Ha giocato tre partite nel 2009 con l'Under-19 spagnola.
Nel marzo 2018 riceve dal commissario tecnico Julen Lopetegui la sua prima convocazione nella nazionale maggiore, per le due amichevoli in programma il 23 e 27 dello stesso mese, rispettivamente contro Germania e Argentina, esordendo contro quest'ultima.

## Statistiche

### Presenze e reti nei club
Statistiche aggiornate all'11 dicembre 2024.
| Stagione             | Squadra              | Campionato           | Campionato | Campionato | Coppe nazionali | Coppe nazionali | Coppe nazionali | Coppe continentali | Coppe continentali | Coppe continentali | Altre coppe | Altre coppe | Altre coppe | Totale | Totale |
| Stagione             | Squadra              | Comp                 | Pres       | Reti       | Comp            | Pres            | Reti            | Comp               | Pres               | Reti               | Comp        | Pres        | Reti        | Pres   | Reti   |
| -------------------- | -------------------- | -------------------- | ---------- | ---------- | --------------- | --------------- | --------------- | ------------------ | ------------------ | ------------------ | ----------- | ----------- | ----------- | ------ | ------ |
| 2008-2009            | Real M. Castilla     | SD                   | 11         | 0          | -               | -               | -               | -                  | -                  | -                  | -           | -           | -           | 11     | 0      |
| 2009-gen. 2010       | Real M. Castilla     | SD                   | 28         | 3          | -               | -               | -               | -                  | -                  | -                  | -           | -           | -           | 28     | 3      |
| Totale Real Castilla | Totale Real Castilla | Totale Real Castilla | 39         | 3          |                 | -               | -               |                    | -                  | -                  |             | -           | -           | 39     | 3      |
| gen.-giu. 2010       | Real Madrid          | PD                   | 1          | 0          | CR              | 0               | 0               | UCL                | 0                  | 0                  | SS          | 0           | 0           | 1      | 0      |
| 2010-2011            | Bolton               | PL                   | 4          | 0          | FACup+CdL       | 3+2             | 0               | -                  | -                  | -                  | -           | -           | -           | 9      | 0      |
| 2011-2012            | Bolton               | PL                   | 5          | 1          | FACup+CdL       | 1+1             | 0               | -                  | -                  | -                  | -           | -           | -           | 7      | 1      |
| 2012-2013            | Bolton               | FLC                  | 26         | 4          | FACup+CdL       | 3+1             | 0               | -                  | -                  | -                  | -           | -           | -           | 30     | 4      |
| Totale Bolton        | Totale Bolton        | Totale Bolton        | 35         | 5          |                 | 11              | 0               |                    | -                  | -                  |             | -           | -           | 46     | 5      |
| 2013-gen. 2014       | Fiorentina           | A                    | 3          | 0          | CI              | 0               | 0               | UEL                | 6                  | 0                  | -           | -           | -           | 9      | 0      |
| gen.-giu. 2014       | Sunderland           | PL                   | 16         | 0          | FACup+CdL       | 1+3             | 0               | -                  | -                  | -                  | -           | -           | -           | 20     | 0      |
| 2014-2015            | Fiorentina           | A                    | 22         | 1          | CI              | 3               | 0               | UEL                | 10                 | 1                  | -           | -           | -           | 35     | 2      |
| 2015-2016            | Fiorentina           | A                    | 31         | 3          | CI              | 1               | 0               | UEL                | 7                  | 0                  | -           | -           | -           | 39     | 3      |
| ago. 2016            | Fiorentina           | A                    | 2          | 0          | CI              | 0               | 0               | UEL                | 0                  | 0                  | -           | -           | -           | 2      | 0      |
| Totale Fiorentina    | Totale Fiorentina    | Totale Fiorentina    | 58         | 4          |                 | 4               | 0               |                    | 23                 | 1                  |             | -           | -           | 85     | 5      |
| 2016-2017            | Chelsea              | PL                   | 31         | 6          | FACup+CdL       | 3+1             | 0               | -                  | -                  | -                  | -           | -           | -           | 35     | 6      |
| 2017-2018            | Chelsea              | PL                   | 33         | 7          | FACup+CdL       | 3+2             | 1+0             | UCL                | 7                  | 0                  | CS          | 1           | 0           | 46     | 8      |
| 2018-2019            | Chelsea              | PL                   | 31         | 2          | FACup+CdL       | 2+1             | 0               | UEL                | 4                  | 2                  | CS          | 1           | 0           | 39     | 4      |
| 2019-2020            | Chelsea              | PL                   | 18         | 4          | FACup+CdL       | 4+2             | 0               | UCL                | 5                  | 0                  | SU          | 0           | 0           | 29     | 4      |
| 2020-2021            | Chelsea              | PL                   | 13         | 2          | FACup+CdL       | 2+0             | 0               | UCL                | 2                  | 0                  | -           | -           | -           | 17     | 2      |
| 2021-2022            | Chelsea              | PL                   | 28         | 4          | FACup+CdL       | 3+5             | 1+0             | UCL                | 8                  | 0                  | SU+Cmc      | 1+1         | 0           | 46     | 5      |
| Totale Chelsea       | Totale Chelsea       | Totale Chelsea       | 154        | 25         |                 | 28              | 2               |                    | 26                 | 2                  |             | 4           | 0           | 213    | 29     |
| 2022-2023            | Barcellona           | PD                   | 24         | 1          | CR              | 5               | 0               | UCL+UEL            | 5+2                | 1+1                | SS          | 1           | 0           | 37     | 3      |
| 2023-2024            | Barcellona           | PD                   | 5          | 0          | CR              | 0               | 0               | UCL                | 3                  | 0                  | SS          | 0           | 0           | 8      | 0      |
| Totale Barcellona    | Totale Barcellona    | Totale Barcellona    | 29         | 1          |                 | 5               | 0               |                    | 10                 | 2                  |             | 1           | 0           | 45     | 3      |
| 2024-2025            | Celta Vigo           | PD                   | 14         | 0          | CR              | 0               | 0               | -                  | -                  | -                  | -           | -           | -           | 14     | 0      |
| Totale carriera      | Totale carriera      | Totale carriera      | 346        | 38         |                 | 52              | 2               |                    | 59                 | 5                  |             | 5           | 0           | 462    | 45     |

### Cronologia presenze e reti in nazionale
| Cronologia completa delle presenze e delle reti in nazionale ― Spagna | Cronologia completa delle presenze e delle reti in nazionale ― Spagna | Cronologia completa delle presenze e delle reti in nazionale ― Spagna | Cronologia completa delle presenze e delle reti in nazionale ― Spagna | Cronologia completa delle presenze e delle reti in nazionale ― Spagna | Cronologia completa delle presenze e delle reti in nazionale ― Spagna | Cronologia completa delle presenze e delle reti in nazionale ― Spagna | Cronologia completa delle presenze e delle reti in nazionale ― Spagna |
| Data                                                                  | Città                                                                 | In casa                                                               | Risultato                                                             | Ospiti                                                                | Competizione                                                          | Reti                                                                  | Note                                                                  |
| --------------------------------------------------------------------- | --------------------------------------------------------------------- | --------------------------------------------------------------------- | --------------------------------------------------------------------- | --------------------------------------------------------------------- | --------------------------------------------------------------------- | --------------------------------------------------------------------- | --------------------------------------------------------------------- |
| 27-3-2018                                                             | Madrid                                                                | Spagna                                                                | 6 – 1                                                                 | Argentina                                                             | Amichevole                                                            | -                                                                     | 79’                                                                   |
| 8-9-2018                                                              | Londra                                                                | Inghilterra                                                           | 1 – 2                                                                 | Spagna                                                                | UEFA Nations League 2018-2019 - 1º turno                              | -                                                                     | 87’                                                                   |
| 15-10-2018                                                            | Siviglia                                                              | Spagna                                                                | 2 – 3                                                                 | Inghilterra                                                           | UEFA Nations League 2018-2019 - 1º turno                              | -                                                                     |                                                                       |
| 6-10-2021                                                             | Milano                                                                | Italia                                                                | 1 – 2                                                                 | Spagna                                                                | UEFA Nations League 2020-2021 - Semifinale                            | -                                                                     |                                                                       |
| 10-10-2021                                                            | Milano                                                                | Spagna                                                                | 1 – 2                                                                 | Francia                                                               | UEFA Nations League 2020-2021 - Finale                                | -                                                                     |                                                                       |
| 26-3-2022                                                             | Cornellà de Llobregat                                                 | Spagna                                                                | 2 – 1                                                                 | Albania                                                               | Amichevole                                                            | -                                                                     | 63’                                                                   |
| 29-3-2022                                                             | La Coruña                                                             | Spagna                                                                | 5 – 0                                                                 | Islanda                                                               | Amichevole                                                            | -                                                                     | 58’                                                                   |
| 5-6-2022                                                              | Praga                                                                 | Rep. Ceca                                                             | 2 – 2                                                                 | Spagna                                                                | UEFA Nations League 2022-2023 - 1º turno                              | -                                                                     |                                                                       |
| 12-6-2022                                                             | Malaga                                                                | Spagna                                                                | 2 – 0                                                                 | Rep. Ceca                                                             | UEFA Nations League 2022-2023 - 1º turno                              | -                                                                     | 78’                                                                   |
| Totale                                                                |                                                                       | Presenze                                                              | 9                                                                     |                                                                       | Reti                                                                  | 0                                                                     |                                                                       |

## Palmarès

### Club

#### Competizioni nazionali
- Campionato inglese: 1

Chelsea: 2016-2017
- Coppa d'Inghilterra: 1

Chelsea: 2017-2018
- Supercoppa di Spagna: 1

Barcellona: 2023
- Campionato spagnolo: 1

Barcellona: 2022-2023

#### Competizioni internazionali
- UEFA Europa League: 1

Chelsea: 2018-2019
- UEFA Champions League: 1

Chelsea: 2020-2021
- Supercoppa UEFA: 1

Chelsea: 2021
- Coppa del mondo per club: 1

Chelsea: 2021